# Nacistički koncentracioni logori
Nacistička Nemačka otvarala je i držala koncentracione logore širom svojih teritorija pre i za vreme Drugog svetskog rata. Prvi nacistički logori javljaju se tokom prve polovine 1933. godine nakon što je Hitler izabran za kancelara. Hitlerova stranka preuzela je kontrolu nad policijom uz pomoć ministra unutarnjih poslova Vilhelma Frika te Hermana Geringa. Originalna ideja i smisao logora bio je politički progon i zatvaranje neistomišljenika, a procenjuje se da je do početka rata u logorima držano preko 45 000 osoba.
Himlerova zloglasna tajna policija preuzela je potpunu kontrolu nad tadašnjom državnom policijom i koncentracionim logorima u periodu od 1934-45. Nakon nekog vremena Himler je proširio ulogu logora, odnosno u njih je smeštao Jevreje, kriminalce, homoseksualce, invalide, Rome i dr. Nadzor i regulaciju rada kampova sprovodilo je takozvani Inspektorat za koncentracione logore, a od 1942. godine nadzor provodi jedan od ureda SS-a. Postoji razlika između koncentracionih logora i logora smrti. Koncentracioni logori služili su za eliminaciju, mučenje i zatvaranje političkih protivnika, neistomišljenika i nearijevaca, dok su logori smrti služili isključivo za etničko čišćenje, najčešće Jevreja. Krajnji cilj koncentracionih logora, odnosno logora smrti je isti, fizička eliminacija, odnosno ubistvo.
Najveći i najpoznatiji logori su bili: Aušvic-Birkenau, Belzec, Buhenvald, Dahau, Majdanek, Treblinka i dr.

## Predratno razdoblje
Kad su nacisti preuzeli vlast u Nemačkoj, jedan od ciljeva bio je brza i delotvorna eliminacija i neutralizacija političkih neistomišljenika, odnosno opozicije. Prvotni progon i strah kreirani su od strane zloglasnih sudova Sondergerichte koji su sudili po direktnim instrukcija i zakonima nacističke stranke i samog Hitlera. Sudovi su sprovodili sistematsku diskriminaciju i oštro kažnjavali sve političke protivnike i neistomišljenike, koji se nisu slagali s načelima nacista.
Prvi koncentracioni logor osnovan je 1933. godine pod imenom Dahau. Nacisti su putem medija obavestili narod da logor može da primiti oko 5000 ljudi, primarno komunista i po potrebi socijaldemokrata za koje se procijeni da su protivnici režima i neprijatelji Nemačke. Dana 26. juna 1933. godine Himler je postavio novog upravnika logora, Ajka (on je godinu kasnije postavljen za prvog inspektora Inspektorata za koncentracione logore). Dahau je služio kao prototip i primer prosečnog nacističkog koncentracionog logora. Medijska izveštavanja ukazuju na to kako ni jedan sloj društva nije bio pošteđen od odlaska u Dahau, odlazili su svi protivnici i neistomišljenici.
Između 1933. i 1945. godine preko 3,5 miliona nemačkih građana prisilno je odvedeno u neki od koncentracionih logora zbog političkih razloga, a 77 000 ih je ubijeno. Mnogi od ubijenih služili su u vojsci ili nekoj drugoj državnoj instituciji, a ubijani su zbog straha od pokušaja unutarnjeg rušenja režima i mogućih zavera protiv vladajuće stranke.
Nakon 1936. godine pa sve do početka rata glavna svrha koncentracionih logora bila je rasna prevencija, odnosno purifikacija nemačkog društva. Nakon 1936. godine broj logora i ukupni broj zarobljenika višestruko raste, a broj Jevreja naglo se povećava 1938. godine, da bi do samog početka rata postupno padao pošto su isti često bili oslobođeni.

## Razdoblje Drugog svetskog rata
Nakon početka rata, koncentracioni logori bili su mesta na koja su prisilno odvedeni milioni ratnih zarobljenika, od vojnika do civila. Tokom rata, rast broja koncentracionih logora pratio je Nemačka osvajanja po Evropi. Prema podacima tadašnjeg Nemačkog ministarstva pravosuđa, na celoj okupiranoj teritoriji u funkciji je bilo preko 1200 logora i podlogora, odnosno manjih logora koji su bili pod administrativnom upravom većih. Jevrejski akademici i istoričari pak procjenjuju kako je broj logora bio višestruko veći, odnosno oko 15 000 tvrdeći kako su se mnogi logori zatvarali i otvarali po potrebi.
Logori su postavljani blizu velikih i gusto naseljenih urbanih sredina, često fokusirani na područja sa većinskim jevrejskim, poljskim i romskim stanovništvom, te područjima gde su stanovale pristaše komunizma.
Godine 1942. SS je izgradio mrežu logora smrti i u njima sprovodio sistematsko etničko čišćenje zatvorenika. Zatvorenici su najčešće ubijani toksičnim gasovima.
Nakon završetka rata većina logora je zatvorena ili prenamijenjena. Određeni broj logora pretvoren je u muzeje, dok je određeni broj njih služio sovjetima za daljnje zadržavanje nemačkih ratnih zarobljenika i deklarisanih nacista.

## Tretman zarobljenika
U većini logora zatvorenici su bili prisiljeni da nose oznake u boji zavisno od kategorizacije. Crvene oznake nosili su pristaše komunizma i ostali politički zatvorenici, zeleni trougao nosili su kriminalci, roze boju homoseksualci, ljubičastu Jehovini svedoci, crnu osobe nesposobne za rad (invalidi, duševni bolesnici, beskućnici, prostitutke i dr.), žute Jevreji i smeđe Romi.
Većina smrtno stradalih zatvorenika umrla je od zlostavljanja, bolesti, izgladnjivanja i preteranog rada ili su direktno smaknuti. Zatvorenici su prisilno zatvarani i najčešće transportovani vozovima (prevoz je trajao i po nekoliko dana, odnosno nedelja). U vagonima (često onima koji su inače služili za prevoz stoke) su vladali nehumani uslovi. Prenatrpanost i nedostatak vode i hrane uzrokovali su smrt mnogih zatvorenika pre nego što bi uopšte došli do koncentracionog logora.
Pre kraja rata, mnogim logorima je promenjena namena i
i postali su centri za medicinske eksperimente i istraživanja. Eksperimenti su uključivali genetičke modifikacije, izloženost zamrzavanju, stavljanje zatvorenika u ekstremne uslove i slično.

## Homoseksualci u logorima
LGBT populacija bila je izuzetno diskriminisana od strane NSDAP-a tokom cele vladavine. Ljudi su zbog vlastite seksualne orijentacije završavali u zatvoru ili sabirnim logorima. Ovakva politika posebno je vredela za homoseksualne muškarce, dok homoseksualne žene često nisu progonjene (zabeležen je određeni broj homoseksualnih žena koje su u zatvorima ili sličnim ustanovama završavale pod krinkom antisocijalnog ponašanja). Procenjuje se da je oko 100 000 homoseksualnih muškaraca i žena bilo zahvaćeno progonom (zatvarano bez poštenog suđenja) i zatvoreno zbog svoje seksualne orijentacije (čl. 175 tadašnjeg nemačkog kaznenog zakona).
Homoseksualni muškarci prolazili su hemijsku kastraciju te su na istu često dobrovoljno pristajali u nadi da će nakon toga biti oslobođeni. Nakon završetka kastracije najčešće su bili ponovno hapšeni i odvedeni u koncentracione logore. Homoseksualni muškarci najčešće su dobijali teške fizičke poslove, te ih je mnogo umrlo od teškog i napornog rada, odnosno izgladnjivanja. SS je vodio politiku kojoj je bio cilj razbijanje homoseksualnog duha zatvorenika putem teškog i napornog rada, a sve pod direktnom naređenju i odobrenju Hajnriha Himlera. Homoseksualni muškarci su osim od strane SS-a bili mučeni i loše tretirani od strane samih zarobljenika.
U koncentracionom logoru Sahenhausen kraj Berlina, u razdoblju od 1936. do 1945. godine zarobljeno je bilo više od 200 000 političkih zarobljenika od kojih je otprilike 1200 osoba zatvoreno pod optužbom sa su homoseksualci. Tokom operativnog razdoblja ukupno je počinjeno 222 samoubojstva od kojih su 14 bili homoseksualci. Heteroseksualne osobe imale su stopu samoubojstava od 111 na 100 000 zarobljenika, dok je za homoseksualce taj broj iznosio 1167.

## Vrste logora
1. Radni logori su uglavnom građeni bez suvremene infrastrukture i bili su razasuti širom tadašnje Nemačke. Služili su uglavnom za zarobljavanje i eliminaciju političkih neistomišljenika. Određeni broj logora nije bio direktno podređen vlastima nego paravojnim jedinicama nacista ili lokalnoj policiji.
2. Državni logori nadzirani su od strane nacističke stranke, odnosno SS-a. Služili su kao prototip budućih logora . Do 1935. godine sadržali su preko 100 000 zarobljenika.
3. Zatvorenički logori, poznati još i kao policijski zatvori, služili su za držanje i maltretiranje uhapšenih osoba, uglavnom kriminalaca.
4. Radni logori bili su koncentracioni logori u kojima su zarobljenici radili teški rad u neljudskih uslovima. Određeni broj radnih logora bili su tzv. podlogori, odnosno logori građeni u okolini velikih logora.
5. Logori ratnih zarobljenika (engl. Prisoner-of-war camp) bili su logori u kojima su se držali ratni zarobljenici, odnosno saveznički vojnici.
6. Logori za preodgoj služili su za preodgoj i nacističku indoktrinaciju neistomišljenika.
7. Tranzitni logori služili su za privremeni smeštaj svih zatočenika. U tranzitnim logorima vršila se preraspodela zatvorenika zavisno od kategorizacije i vrste logora u koji će ići.
8. Logori smrti služili su za sistematsko etničko čišćenje i sprovođenje genocida nad nearijevskim civilima i zarobljenicima. Imali su gasne komore u kojima su se vršile masovne egzekucije zatvorenika.

## Literatura
- Browning, Christopher R. (2004). The Origins of the Final Solution : The Evolution of Nazi Jewish Policy, September 1939 – March 1942. Comprehensive History of the Holocaust. Lincoln: University of Nebraska Press. ISBN 978-0-8032-1327-2.
- Evans, Richard J. (2003). The Coming of the Third Reich. Penguin Group. ISBN 978-0-14-303469-8.
- Evans, Richard J. (2005). The Third Reich in Power. New York: Penguin Group. ISBN 978-0-14-303790-3.
- Evans, Richard J. (2008). The Third Reich at War. New York: Penguin Group. ISBN 978-0-14-311671-4.
- Kershaw, Ian (2008). Hitler: A Biography. W. W. Norton & Company. ISBN 978-0-393-06757-6.
- McNab, Chris (2009). The SS: 1923–1945. London: Amber Books. ISBN 978-1-906626-49-5.
- Snyder, Timothy (2010). Bloodlands: Europe between Hitler and Stalin. New York: Basic Books. ISBN 978-0-465-00239-9.
- Wachsmann, Nikolaus (2015). KL: A History of the Nazi Concentration Camps. Macmillan. ISBN 978-142994372-7.
- Weale, Adrian (2012). Army of Evil: A History of the SS. New York: Caliber Printing. ISBN 978-0-451-23791-0.
- Megargee, Geoffrey P., ур. (2012). Encyclopedia of Camps and Ghettos, 1933–1945. in association with United States Holocaust Memorial Museum. Bloomington: Indiana University Press. ISBN 978-0-253-35599-7.